# Iwaniwka (obwód iwanofrankiwski)
Iwaniwka (ukr. Іванівка, pol. Janówka) – wieś na Ukrainie w rejonie rożniatowskim obwodu iwanofrankowskiego.
Przed 1939 Janówka w gminie Rypne, w powiecie dolińskim.